# Marie Sýkorová
Marie Sýkorová, née le 18 novembre 1952 à České Budějovice et morte le 13 mars 2018, est une joueuse tchécoslovaque de hockey sur gazon.

## Biographie
Marie Sýkorová fait partie de l'équipe nationale tchécoslovaque médaillée d'argent aux Jeux olympiques d'été de 1980 à Moscou.